# Cal Veciana
Cal Veciana és una casa de la vila de Barbens a la comarca del Pla d'Urgell. És un monument inclòs en l'Inventari del Patrimoni Arquitectònic de Catalunya. És una casa entre mitgeres de planta baixa i tres pisos. A cada planta s'obre una obertura i totes estan situades en el mateix eix longitudinal. A la planta baixa s'obre la porta d'entrada amb la llinda i els brancals motllurats. Al primer i segon pis s'obre una obertura que dona a un petit balcó i amb la llinda i els brancals de grans carreus de pedra. A l'últim pis hi ha una petita finestra quadrangular emmarcada per carreus.
Aquesta casa sempre ha estat propietat de la família de Veciana, un membre d'aquesta nissaga familiar va ser el fundador dels Mossos d'Esquadra. Aquesta casa està ubicada en el nucli històric de la població configurat per la plaça Major, la plaça de l'Església, el castell i les cases que l'envolten. En aquest recinte, les edificacions, i entre elles Cal Veciana, conserven elements constructius dels segles XVI, XVII i XVIII, encara que moltes vegades desfigurades i transformades. La família Veciana posseïa importants terres dedicades a l'explotació agrícola.